# ハイチ帝国 (1849年-1859年)

ハイチ帝国
Empire d'Haïti（フランス語）
Anpi Ayiti（ハイチ語）

ハイチ帝国の位置

ハイチ帝国（ハイチていこく、フランス語: Empire d'Haïti）は、1849年にフォースタン＝エリ・スールーク将軍がフォースタン1世としてハイチ皇帝に即位することで成立した国家である。

## 概要
独立後のハイチはほどなく南北に分裂し、北部のハイチ王国と南部のハイチ共和国が並存していた。しかし、1820年に北部の国王アンリ1世が自殺し、南部の大統領ジャン・ピエール・ボワイエがハイチを再統一した。
1821年、イスパニョーラ島の東3分の2（現在のドミニカ共和国）を支配していたスペイン人のクリオージョがスペイン人ハイチ共和国の独立を宣言し、コロンビア共和国への編入を求めて内戦に陥った。ハイチは軍を侵攻させてこの地域を併合し、全島に独裁体制を築いた。この事件はフランスの大きな反発を呼んだ。この時期までハイチの独立を承認する国家は存在せず、ハイチはフランスからの独立の承認を得る代償として軍侵攻に対する賠償金の支払いに応じた。しかし、この賠償金が重荷となり、ハイチの経済は貧窮した。
1843年、ボワイエの独裁に対してシャルル・リヴィエール＝エラールが蜂起し、ボワイエを失脚させた。しかし、農民や軍人の反乱が相次ぎ、ハイチは無政府状態に陥った。さらに、1844年には併合された東部のスペイン系住民がドミニカ共和国として独立するなど、国内は混乱した。
この状況を収拾したのは時の将軍フォースタン＝エリ・スールークであり、後に大統領に就任した。さらに、1849年には帝政を宣言し、皇帝フォースタン1世を名乗った。皇帝となったフォースタン1世は圧政を敷き、ハイチの民は困窮した。また、国内に秘密警察を配備し、隣国ドミニカへの侵入を繰り返した。

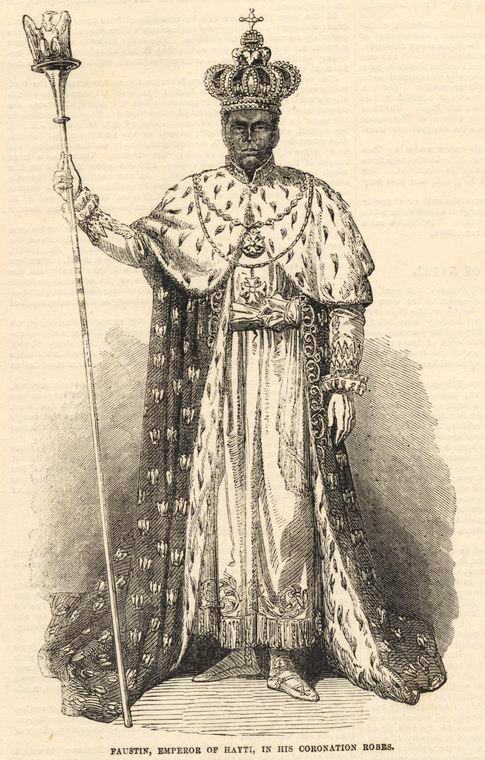
皇帝フォースタン1世 (フォースタン＝エリ・スールーク)
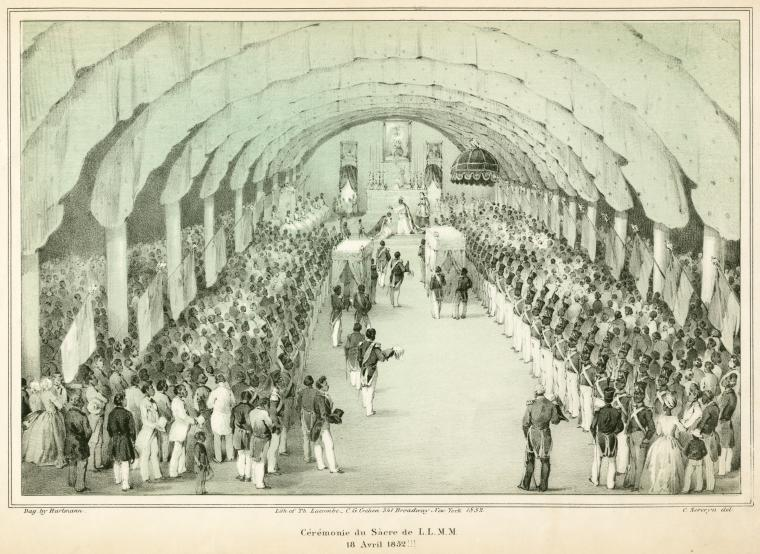
皇帝フォースタン1世の戴冠式

10年後の1859年、皇帝に対して不満を持つファーブル・ジェフラール将軍の蜂起によって帝政は打倒された。ハイチは共和制に復帰したが、国内情勢は回復不能なまでに悪化しており、相次ぐ大統領の交代や内戦が発生した。一時は安定の兆しも見えたものの、内政が安定しきらない1915年、アメリカ合衆国は債務返済を口実に海兵隊をハイチに上陸させ、これを占領した。アメリカによる占領後もハイチの国情不安は続き、現在に至っている。